# 1967

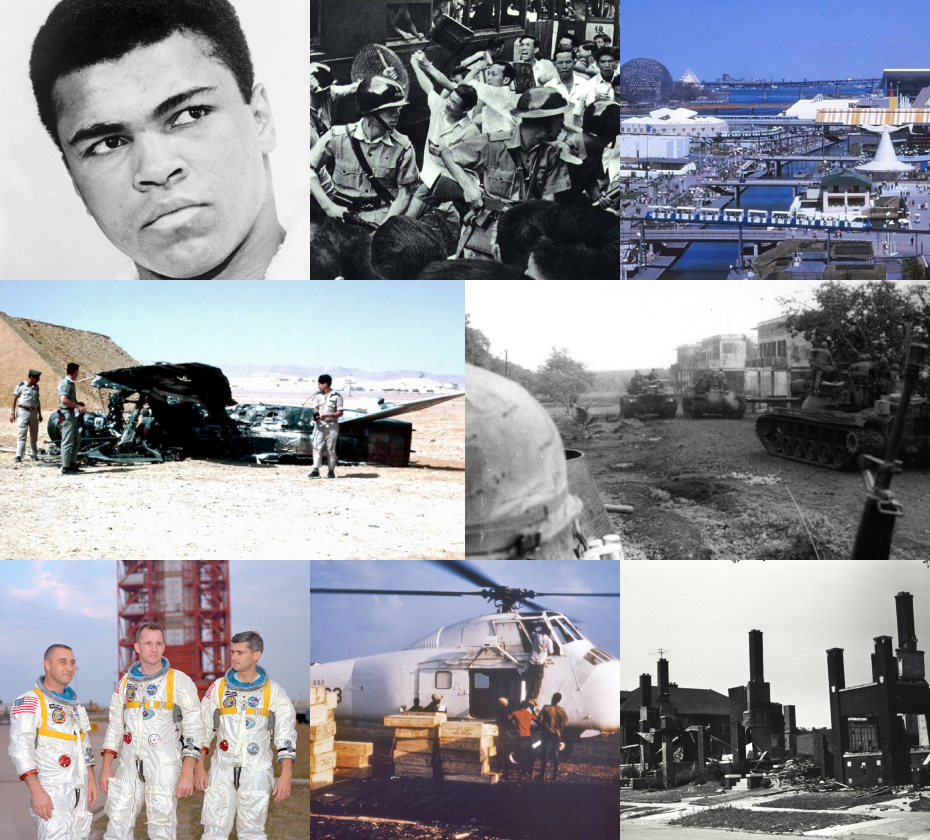

1967 (MCMLXVII) là một năm thường bắt đầu vào Chủ nhật của lịch Gregory, năm thứ 1967 của Công nguyên hay của Anno Domini, the năm thứ 967  của thiên niên kỷ 2, năm thứ 67  của thế kỷ 20, và năm thứ  8   của thập niên 1960. 

## Sự kiện
- 1 tháng 1: Canada bắt đầu lễ kỷ niệm kéo dài một năm nhân kỷ niệm 100 năm thành lập Liên bang, với Hội chợ Thế giới Expo 67.[1]
- 25 tháng 1: Lãnh đạo chính quyền quân sự Việt Nam Cộng hòa và Thủ tướng Nguyễn Cao Kỳ sa thải đối thủ của mình, Phó Thủ tướng kiêm Bộ trưởng Quốc phòng Nguyễn Hữu Cơ, trong khi ông này đang có chuyến thăm ngoại giao ở nước ngoài.[2]

### Tháng 2
- 10 tháng 2: Tu chính án 25 Hiến pháp Hoa Kỳ (kế nhiệm tổng thống và khuyết tật) được phê chuẩn.[3]
- 13 tháng 2: Các nhà nghiên cứu Mỹ khám phá Mật mã Madrid của Leonardo da Vinci tại Thư viện Quốc gia Tây Ban Nha.[4]
- 18 tháng 2: Julius Robert Oppenheimer qua đời.
- 22 tháng 2: Liên quân Mỹ và Việt Nam cộng hòa mở cuộc tấn công chiến khu C tại Tây Ninh.

### Tháng 3
- 13 tháng 3: Liên quân Mỹ Nam Việt rút quân khỏi căn cư ở Việt Nam

### Tháng 6
- 5–10 tháng 6: Chiến tranh Sáu Ngày giữa Israel và liên minh các nước láng giềng Ả Rập.
- 17 tháng 6: Trung Quốc thử nghiệm quả bom hydro đầu tiến.[5]
- 18 tháng 6: 18 binh sĩ Anh thiệt mạng trong cuộc binh biến của cảnh sát Aden.[6]

### Tháng 7
- 1 tháng 7: Thành lập Cộng đồng châu Âu (EC).
- 5 tháng 7: Israel đánh chiếm dãy Gaza.

### Tháng 8
- 8 tháng 8: Thành lập Hiệp hội các nước Đông Nam Á (ASEAN) với 5 thành viên Indonesia, Malaysia, Philippines, Singapore và Thái Lan.
- 21 tháng 8: Các tướng Hi Lạp lật đổ nền quân chủ Hi Lạp, bắt đầu chế độ 7 năm độc tài ở Hi Lạp do Mỹ hậu thuẫn

## Sinh

Vũ Minh (đạo diễn)

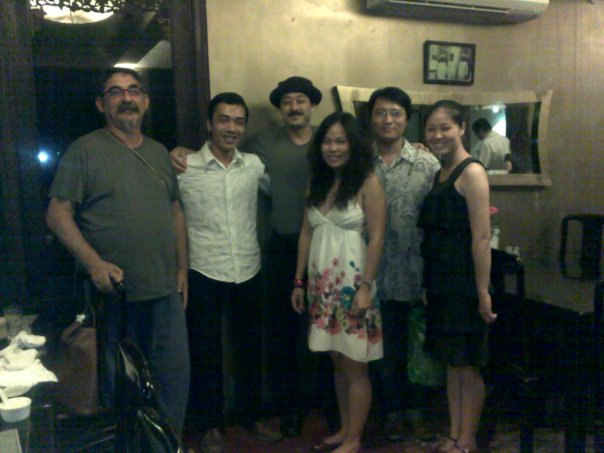
Ngọc Châu (nhạc sĩ)

- 1 tháng 1 - Trần Cẩm Hồng, nghệ sĩ nam ở Hồng Kông
- 8 tháng 1 - R. Kelly, tội phạm, ca sĩ hip hop và R&B, nhạc sĩ, thỉnh thoảng là rapper, nhà sản xuất đĩa nhạc người Mỹ
- 13 tháng 1 - Annie Jones, dien viên Australia
- 28 tháng 1 - Lâm Hải Phong, DJ, ca sĩ và diễn viên người Hồng Kông, chồng của nữ ca sĩ nổi tiếng Hồng Kông Bành Linh
- 31 tháng 1 - Vương Tổ Hiền, diễn viên và ca sĩ Đài Loan và Hồng Kông
- 2 tháng 2 - Lê Công Tuấn Anh, diễn viên điện ảnh nổi tiếng của Việt Nam (m. 1996)
- 6 tháng 2 - Phượng Hằng, nghệ sĩ cải lương người Việt Nam
- 10 tháng 2 - Laura Dern, nữ diễn viên người Mỹ
- 18 tháng 2 - Roberto Baggio, cựu cầu thủ bóng đá chuyên nghiệp người Ý
- 20 tháng 2
  - Vũ Minh, đạo diễn sân khấu người Việt Nam (m. 2022)
  - Kurt Cobain, nhạc sĩ người Mỹ (m. 1994)
- 11 tháng 3 - Phương Quý Duy, nữ ca sĩ Đài Loan
- 13 tháng 3 - Andrés Escobar, cầu thủ bóng đá người Colombia (m. 1994)
- 15 tháng 3 - Takeuchi Naoko, họa sĩ manga sống tại Tokyo, Nhật Bản
- 26 tháng 3 - Trương Tín Triết, ca sĩ Đài Loan
- 27 tháng 4 - Willem-Alexander của Hà Lan, quốc vương của Hà Lan, con trai trưởng của Beatrix của Hà Lan và Klaus xứ Amsberg
- 30 tháng 4 - Trương Vũ, nam ca sĩ người Đài Loan
- 19 tháng 5 - Triệu Vịnh Hoa, nữ ca sĩ Đài Loan
- 23 tháng 5 - Nguyễn Thiệu Tường, diễn viên Hồng Kông
- 19 tháng 6 - Mia Sara, nữ diễn viên Mỹ
- 20 tháng 6 - Nicole Kidman, nữ diễn viên Mỹ
- 30 tháng 6: Quốc Bảo, nhạc sĩ, nhà sản xuất âm nhạc người Việt Nam
- 6 tháng 7
  - Vạn Phương, ca sĩ và diễn viên người Đài Loan
  - Giang Hân Yến, diễn viên và ca sĩ Hồng Kông
- 8 tháng 7 - Trần Tiểu Xuân, diễn viên và ca sĩ Hồng Kông
- 15 tháng 7 - Tạ Thiên Hoa, diễn viên Hồng Kông
- 18 tháng 7 - Trương Lập Cơ, ca sĩ Hồng Kông
- 23 tháng 7 - Philip Seymour Hoffman, diễn viên và đạo diễn người Mỹ (m. 2014)
- 27 tháng 7 - Vương Hỉ, nam nghệ sĩ và ca sĩ Hồng Kông
- 31 tháng 7 - Minako Honda, ca sĩ Nhật Bản (m. 2005)
- 8 tháng 8 - Amami Yūki, nữ diễn viên Nhật Bản
- 12 tháng 8 - Hứa Chí An, diễn viên và ca sĩ Hồng Kông
- 14 tháng 8 - Tăng Thục Cần, nữ ca sĩ Đài Loan
- 22 tháng 8 - Okada Yukiko, ca sĩ người Nhật (m. 1986)
- 27 tháng 8 - Siu Black, ca sĩ nhạc nhẹ Việt Nam theo phong cách rock
- 3 tháng 9 - Daron Acemoglu, nhà kinh tế học người Thổ Nhĩ Kỳ-Hoa Kỳ
- 16 tháng 9 - Ngọc Châu, nhạc sĩ người Việt Nam (m. 2022)
- 21 tháng 9 - Suman Pokhrel, nhà thơ, nhà viết kịch, dịch giả và nghệ sĩ
- 21 tháng 9 - Lâm Gia Đống, diễn viên, nhà sản xuất phim và nhà biên kịch người Hồng Kông
- 22 tháng 9 - Patricia Lewis, ca sĩ, diễn viên và nhân vật truyền hình người Nam Phi
- 24 tháng 9 - Tô Vĩnh Khang, diễn viên và ca sĩ Hồng Kông
- 4 tháng 10 - Trịnh Y Kiện, diễn viên và ca sĩ Hồng Kông
- 10 tháng 10 - Gavin Newsom
- 19 tháng 10 - Long Nhật, nam ca sĩ người Việt Nam chuyên hát dòng nhạc quê hương và nhạc trữ tình
- 20 tháng 10 - Nguỵ Tuấn Kiệt, diễn viên Hồng Kông
- 28 tháng 10 - Julia Roberts, nu dien viên Mỹ
- 7 tháng 11 -
  - David Guetta, ca sĩ, DJ Pháp
  - Tiêu Ân Tuấn, nam diễn viên người Đài Loan
- 10 tháng 11 - Châu Huệ Mẫn, diễn viên và ca sĩ Hồng Kông
- 27 tháng 11 - Na Anh, nữ ca sĩ người Trung Quốc
- 6 tháng 12 - Lý Khắc Cần, ca sĩ Hồng Kông
- 18 tháng 12 - Mạch Trường Thanh, diễn viên Hồng Kông
- 19 tháng 12 - Lâm Văn Long, diễn viên Hồng Kông
- 21 tháng 12 - Mikheil Saakashvili, cựu Tổng thống Georgia
- 22 tháng 12 - Hiền Mai, nữ diễn viên và người mẫu ảnh Việt Nam.

## Mất
- 1 tháng 7 – Gerhard Ritter, nhà sử học người Đức (s. 1888).
- 6 tháng 7 – Nguyễn Chí Thanh, Đại tướng Quân đội nhân dân Việt Nam (s. 1914).
- 8 tháng 7 – Vivien Leigh, diễn viên điện ảnh người Anh (s. 1913).
- 9 tháng 7 – Eugen Fischer, giáo sư y học, nhân chủng học và ưu sinh người Đức (s. 1874).
- 1 tháng 8 – Richard Kuhn, nhà hóa học người Áo, người đoạt giải Nobel (s. 1900).
- 5 tháng 10 – Clifton Williams, phi hành gia người Mỹ (s. 1932).[7]
- 7 tháng 10 – Norman Angell, chính trị gia người Anh, người đoạt giải Nobel Hòa bình (s. 1872).
- 9 tháng 10 – Che Guevara, nhà cách mạng Marxist người Argentina (s. 1928).
- 2 tháng 12 – Vasilij Ivanavič Kazloŭ, Anh hùng Liên Xô người Belarus (s. 1903).[8]
- 21 tháng 12 – Nam Trân, nhà thơ Việt Nam (s. 1907).
- 31 tháng 12 – Hoàng Việt, nhạc sĩ Việt Nam (s. 1928).

## Giải Nobel
- Vật lý - Hans Bethe
- Hóa học - Manfred Eigen, Ronald George Wreyford Norrish, George Porter
- Y học - Ragnar Granit, Haldan Keffer Hartline, George Wald
- Văn học - Miguel Ángel Asturias
- Hòa bình - không có giải